# Hans-Eduard Hengstenberg
Hans-Eduard Hengstenberg (* 1. September 1904 in Homberg/Niederrhein; † 8. August 1998 in Würzburg) war ein deutscher Philosoph.

## Leben
Hengstenberg studierte in Köln Psychologie, Philosophie und Pädagogik unter anderem bei Max Scheler, Nicolai Hartmann und Helmuth Plessner. 1928 wurde er promoviert. Danach lebte er zunächst als freier philosophischer Schriftsteller und Vortragender. In dieser Zeit stieß er zu Romano Guardini und seinem Kreis und konvertierte 1930 zum katholischen Glauben. Nach dem Zweiten Weltkrieg wurde ihm eine Dozentenstelle an der Pädagogischen Akademie in Oberhausen angeboten, 1953 wechselte er an die Pädagogische Akademie Bonn und 1961 an die Pädagogische Hochschule der Universität Würzburg, wo er ordentlicher Professor für Philosophie wurde. Nach seiner Emeritierung (1969) übernahm er noch eine Gastprofessur an der Universität Salzburg. 1997 wurde er zum Ehrenmitglied der Max Scheler Gesellschaft ernannt.

## Werk

### Ontologie
Hengstenberg versucht den aristotelischen Hylemorphismus zu einer originellen Lehre der Konstitution fortzuentwickeln. Diese versteht er als das innere Struktur- und Aufbauprinzip jedes Seienden, das sich aus Dasein, Wesen und Existenzprinzip aufbaut. Diese drei sind jeweils nicht voneinander ableitbar, sondern in einem ursprünglichen Sinn zueinander gestellt (also kon-stituiert) bzw. sie stehen auch in einem aktiven Sinn zueinander hin, wie Hengstenberg formuliert. Er vertritt damit – anders als etwa Husserl – einen realistischen Konstitutionsbegriff, und anders als Nicolai Hartmann versteht Hengstenberg Konstitution auch als aktives, dynamisches und insofern geschichtliches Geschehen. Hengstenberg betont dabei das einzelne Seiende in seiner konkreten Individualität. Dieses ist das Konstituierte, der Hervorgang aus dem ontologischen Konstitutionsgeschehen, welches Hengstenberg im Zusammenhang einer Metaphysik der Schöpfung versteht.

### Anthropologie
In besonderer Weise wird diese Ontologie am Beispiel von Geist und Leib im Menschen verdeutlicht, in dem der Geist als Wesen das sich im Dasein des Leibes ausdrückende Prinzip ist, während als drittes, als Existenzprinzip beim Menschen das „Personalitätsprinzip“ hinzukommt. Der Geist ist das den Menschen auszeichnende Prinzip der Sachlichkeit. Nur der Mensch kann sich kraft seines Geistes den Dingen um ihrer selbst willen zuwenden und ihnen in der Haltung der Sachlichkeit gerecht werden. Im Akt des Geistes ist der Mensch in allen seinen wesentlichen Kräften, den intellektuellen, den willentlichen und den emotionalen ganzheitlich auf den realen Gegenstand seiner Zuwendung bezogen.
In diesem Zusammenhang entwickelt Hengstenberg eine ebenfalls originelle Lehre von der Vorentscheidung, in der sich der Mensch in Freiheit, aus der Kraft, selbst anfangen zu können (jeweils für bestimmte Bereiche des Seienden) für eine Richtung entscheidet, die sein Verhalten zukünftig bestimmen wird. Entscheidet er sich für die Sachlichkeit oder die Unsachlichkeit, d. h. für die Anerkennung der Dinge und der Wirklichkeit in ihrem Selbstsein und ihrem eigenen Sinnentwurf oder für die unsachliche Haltung, das heißt für die Verweigerung dieser Anerkennung?
Die unsachliche Haltung führt meist zu egozentrischer Ausbeutung oder Aneignung der Dinge. In ihr wurzelt auch das Böse. Als dritte Haltung nennt Hengstenberg die utilitäre oder die Nutzhaltung, die dem Menschen notwendig ist, die aber (sachlich) hingeordnet sein muss auf das personale Leben des Menschen, damit sie nicht in die Unsachlichkeit verfällt. Sachlichkeit ist nicht identisch mit Objektivität, schließt Letztere aber ein; sie vollendet sich in ihrer höchsten Form, in der Liebe.

### Theologie/Eschatologie
Ausgehend von der Philosophie entwickelt Hengstenberg schließlich auch einen eigenen Beitrag zur Frage nach der Unsterblichkeit des Menschen. In seinem Werk „Der Leib und die letzten Dinge“ schlägt er vor, von seinem Prinzip der Sachlichkeit auszugehen. Je sachlicher der Mensch im Ganzen des Lebens wird, desto mehr gehorcht er der Sinngestalt des Lebens und des Wirklichen insgesamt und seiner selbst und durchformt, d. h. durchgeistigt so auch seinen Leib. Umgekehrt stirbt nach jeder unsachlichen Entscheidung ein Stück des Menschen. Er bleibt gewissermaßen im Tod. So vermag der sachliche Mensch kraft seines Geistes den Leib in seine Unsterblichkeit allmählich hineinzunehmen. Wird der leibliche Tod und dessen Nahen auch in seiner Sinngestalt angenommen und innerlich mitvollzogen, so vermag der Mensch dadurch „das Zeitliche zu segnen“ und den Tod bereits in diesem Leben zu antizipieren.

## Werke (Auswahl)
- Philosophische Anthropologie, 4. Aufl., Salzburg, 1983
- Seinsüberschreitung und Kreativität, Salzburg 1979
- Der Leib und die Letzten Dinge, 2. Aufl., Regensburg 1955
- Autonomismus und Transzendenzphilosophie, Heidelberg 1950
- Evolution und Schöpfung. Eine Antwort auf den Evolutionismus Teilhard de Chardins, München 1963
- Freiheit und Seinsordnung. Gesammelte Aufsätze und Vorträge zur allgemeinen und speziellen Ontologie, 2., überarb. Aufl.,  Dettelbach 1998, Verlag J. H. Röll - ISBN 3-927522-95-3
- Beiträge zur Ontologie; hrsg. von Rafael Hüntelmann; Dettelbach, 1998, Verlag J. H. Röll - ISBN 3-927522-99-6
- Mensch und Materie. Zur Problematik Teilhard de Chardins, 2., überarb. Aufl., Dettelbach, 1998, Verlag J. H. Röll - ISBN 3-927522-98-8
- Grundlegung der Ethik, Stuttgart 1969, 2. Auflage Würzburg 1989.